# Trichodiadelia compacta
Trichodiadelia compacta là một loài bọ cánh cứng trong họ Cerambycidae.